# 琵琶蟹属
琵琶蟹属（学名：Lyreidus）为蛙蟹科琵琶蟹亞科的一個屬。

## 分佈
- 日本[1][3]、
- 中国大陆的广东[1][3]、南海、东海等海域，[3]
- 臺灣龜山島[1]、
- 菲律宾[3]、
- 夏威夷[1]、
- 斐济群岛[1]、
- 新喀里多尼亚[1]、
- 新西兰[1]、
- 澳大利亚[1]

生活环境为海水，一般栖息于泥沙质浅海底。

## 物種
根據WoRMS，本屬只有三個物種，分別如下：
- 短额琵琶蟹 Lyreidus brevifrons Sakai, 1937[4]
- 窄琵琶蟹 Lyreidus stenops Wood-Mason, 1887
- 三齿琵琶蟹 Lyreidus tridentatus De Haan, 1841

## 外部連結
- 維基物種上的相關：琵琶蟹属